# Algedonia shafferi
Algedonia shafferi là một loài bướm đêm trong họ Crambidae.